# Kråkhonungsfågel
Kråkhonungsfågel (Gymnomyza aubryana) är en akut utrotningshotad fågel i familjen honungsfåglar som förekommer i Melanesien.

## Utseende och läten
Kråkhonungsfågeln är en mycket stor (41 cm), kråkliknande honungsfågel med orangefärgade hudflikar i ansiktet. Fjäderdräkten är glansigt helsvart. Näbben är grå ovan och gul under, benen gula. Vingarna är långa och rundade, halsen rätt lång, liksom stjärten. Lätet består av högljudda, upprepade serier med varierande fraser. Oftast hörs en nasal ton ("chong") följt av en fallande serie: "tchku-tchku-...". Även ett grälande "tcharr" hörs, eller ett papegoj- eller kråkliknande "wa-wa".

## Utbredning och status
Kråkhonungsfågeln förekommer enbart på Nya Kaledonien i Melanesien. IUCN kategoriserar arten som akut hotad.

## Namn
Fågelns vetenskapliga artnamn hedrar Charles Eugène Aubry-Lecomte (1821-1879), fransk kolonial tjänsteman på bland annat Nya Kaledonien.